# Petáleia
Petáleia (Petaleia) är en ort i Grekland.   Den ligger i prefekturen Nomós Kerkýras och regionen Joniska öarna, i den västra delen av landet, 400 km nordväst om huvudstaden Aten. Petáleia ligger 716 meter över havet och antalet invånare är 121. Den ligger på ön Korfu.
Terrängen runt Petáleia är huvudsakligen kuperad, men åt sydost är den bergig. En vik av havet är nära Petáleia åt sydost.Runt Petáleia är det ganska tätbefolkat, med 90 invånare per kvadratkilometer. Närmaste större samhälle är Korfu, 15,9 km söder om Petáleia. I omgivningarna runt Petáleia växer i huvudsak blandskog.